# Јелена Пшемисл Пјаст
Јелена од Знојма или Јелена Пшемисл Пјаст (око 1141—1202/6) је била пољска војвоткиња, супруга Казимира II Праведног.

## Породица
Јелена је била ћерка Марије Вукановић Пшемисл и Конрада II од Знојма. Конрадова мајка припадала је знаменитој породици Бабенберг, а отац је био кнез Знојма до 1114. године. Маријин отац био је рашки жупан Урош. Маријина сестра Јелена била је супруга угарског краља Беле, а браћа Деса и Урош рашки жупани. Маријин брат Белош био је угарски палатин и хрватски бан.

## Биографија
Сматра се да је име добила по својој тетки, Јелени Угарској, супрузи угарског краља Беле. Јелена се 1166.-7 године удала за пољског војводу Казимира II Праведног из династије Пјаст. Јеленино чешко-српско порекло открива устанак који је 1191. године избио у Кракову против Казимирове владавине. Казимиру је помоћ пружио „брат преко супруге“ тј. чешки војвода Конрад II, рођени брат Јелене. Јелена и Казимир имали су више деце. Најстарији син звао се Казимир. Умро је 1168. године. Ћерка им се удала у Русији, док је Лешек Бели, потоњи војвода Кракова и Сандомира, рођен око 1186. године. Најмлађи син звао се Конрад и познат је као потоњи Конрад I од Мазовије. Казимир и Јелена сматрају се родоначелницима разгранате и утицајне граде породице Пјаст. Њој су, између осталих припадали и Казимир III Велики, угарска краљица Елизабета, супруга краља Карла Роберта из анжујске династије и њихов син Лајош I Велики. Потомци Казимира и Јелене владали су Угарском до 16. века, а Пољском и знатно дуже.
Војвоткиња Јелена бавила се и ктиторском делатношћу. Заједно са мужем основала је цркву у Вислици. Њен лик насликан је у Краљевској капели у Знојму.

## Потомство
Јелена је била удата за пољског кнеза Казимира II Пјаста. Имали су седморо деце:
- Ћерка (Марија?, Анастасија?; 1162/7 - 1194), удата за Всеволода IV Кијевског.
- Казимир (1162 - 2. фебруар или 1. март 1167), добио име по оцу.
- Болеслав (око 1168/71—16. април 1182/3.), погинуо приликом пада са дрвета.
- Одон (1169/84.)
- Аделаида (око 1177/84—8. децембар 1211)
- Лешек I Бели (око 1184/5—24. новембар 1227)
- Конрад (око 1187/8 - 31. август 1247)

## Породично стабло
|  |                             |  |  |  |  |  |  |  |  |  |  |  |  |  |  |  |
|  | 8. Конрад I, војвода Чешке  |  |  |  |  |  |  |  |  |  |  |  |  |  |  |  |
|  |                             |  |  |  |  |  |  |  |  |  |  |  |  |  |  |  |
|  |                             |  |  |  |  |  |  |  |  |  |  |  |  |  |  |  |
|  | 4. Лутолд од Знојма         |  |  |  |  |  |  |  |  |  |  |  |  |  |  |  |
|  |                             |  |  |  |  |  |  |  |  |  |  |  |  |  |  |  |
|  |                             |  |  |  |  |  |  |  |  |  |  |  |  |  |  |  |
|  | 2. Конрад II од Знојма      |  |  |  |  |  |  |  |  |  |  |  |  |  |  |  |
|  |                             |  |  |  |  |  |  |  |  |  |  |  |  |  |  |  |
|  |                             |  |  |  |  |  |  |  |  |  |  |  |  |  |  |  |
|  | 5. Ида од Бабенберга        |  |  |  |  |  |  |  |  |  |  |  |  |  |  |  |
|  |                             |  |  |  |  |  |  |  |  |  |  |  |  |  |  |  |
|  |                             |  |  |  |  |  |  |  |  |  |  |  |  |  |  |  |
|  | 1. Јелена Пшемисл Пјаст     |  |  |  |  |  |  |  |  |  |  |  |  |  |  |  |
|  |                             |  |  |  |  |  |  |  |  |  |  |  |  |  |  |  |
|  |                             |  |  |  |  |  |  |  |  |  |  |  |  |  |  |  |
|  | 6. Урош Вукановић           |  |  |  |  |  |  |  |  |  |  |  |  |  |  |  |
|  |                             |  |  |  |  |  |  |  |  |  |  |  |  |  |  |  |
|  |                             |  |  |  |  |  |  |  |  |  |  |  |  |  |  |  |
|  | 3. Марија Вукановић Пшемисл |  |  |  |  |  |  |  |  |  |  |  |  |  |  |  |
|  |                             |  |  |  |  |  |  |  |  |  |  |  |  |  |  |  |
|  |                             |  |  |  |  |  |  |  |  |  |  |  |  |  |  |  |